# Katherine Aaslestad
Katherine Barbara Aaslestad (Bellefonte, 30 de mayo de 1961 – Morgantown, 24 de abril de 2021) fue una historiadora y académica estadounidense. Entre 1997 y 2021, impartió clases en el Departamento de Historia en la Universidad de Virginia Occidental. Falleció el 24 de abril de 2021, a los 59 años.
Completó sus estudios superiores en la Mary Washington College, ubicada en Fredericksburg, Virginia. Estudió con Paul Scroeder, Mary Lindemann, y John Lynn en la Universidad de Illinois, donde escribió una disertación sobre la ciudad de Hamburgo durante el período revolucionario y napoleónico.

## Premios y honores
Entre los premios recibidos en vida se encuentran el Premio Caperton por Excelencia en la Enseñanza de Escritura, y el Premio Benedum Distinguised Scholar, así como destacados premios de enseñanza de la Fundación WVU, el Eberly College y el Honors College.

## Principales obras
- The transformation of civic identity and local patriotism in Hamburg: 1790 to 1815 (La transformación de la identidad cívica y el patriotismo local en Hamburgo: 1790-1815), 1997
- Material identities: tradition, gender, and consumption in early neneteeth century Hamburg (Identidades materiales: tradición, género y consumo en Hamburgo de principios del siglo XIX), 1998
- Place and politics: local identity, civic culture, and German nationalism in North Germany during the revolutionary era (Lugar y política: Identidad local, cultura cívica y nacionalismo alemán en el norte de Alemania durante el período revolucionario), 2005
- Historica's women: 1000 years of women in history (Mujeres históricas: 1000 años de mujeres en la historia), 2007
- Revisiting Napoleon's continental system: local, regional and European experiences (Revisitando el sistema continental de Napoleón: experiencias locales, regionales y europeas), 2014